# Gare de Vierzon-Forges
Gare de Vierzon-Forges vasútállomás Franciaországban, Vierzon településen.

## Vasútvonalak
Az állomást az alábbi vasútvonalak érintik:
- Orléans–Montauban-vasútvonal
- Vierzon-Saincaize-vasútvonal

## Kapcsolódó állomások
A vasútállomáshoz az alábbi állomások vannak a legközelebb:
- Gare de Vierzon-Ville (Gare de Vierzon-Ville, Vierzon-Saincaize-vasútvonal)
- Gare de Foëcy (Gare de Saincaize, Vierzon-Saincaize-vasútvonal)